# 파울라 폰 귄터
파울라 폰 귄터 남작(독일어: Baroness Paula von Gunther)은 DC 코믹스의 슈퍼빌런 캐릭터로, 원더우먼의 적인 나치 독일의 귀족이다. 1942년 4월 《센세이션 코믹스》 140호에 처음 등장했고, 윌리엄 몰턴 마스턴과 디자이너 해리 G. 피터가 공동 창작하였다.

## 담당 배우

### TV 드라마
- 원더우먼(1975-1979) - 크리스틴 벨퍼드

## 담당 성우

### TV 애니메이션
- 배트맨 더 브레이브(2008) - 일라이자 슈나이더